# 3330 Gantrisch
3330 Gantrisch је астероид главног астероидног појаса са средњом удаљеношћу од Сунца која износи 3,147 астрономских јединица (АЈ).
Апсолутна магнитуда астероида је 11,2.